# Podocarpus angustifolius
Podocarpus angustifolius — вид хвойних рослин родини подокарпових.

## Поширення, екологія
Країни поширення: Куба. Зустрічається в двох типах середовища існування. У гірському сосновому лісі, на кислих піщаних ґрунтах, отриманих з пісковика і андезиту, де ростуть Pinus cubensis і вічнозелені широколистяні дерева, такі як Brunella comocladifolia, Cyrilla nipensis, Myrsine coriacea і Tabebuia hypoleuca. Підлісок складається з деревоподібних папоротей (Alsophila aspera і Cyathea arborea) і чагарникових порід: Clethra cubensis, Lyonia calycosa, Myrica splendens, Solonea reflexa, Vaccinium leonis і Viburnum villosum. По-друге, зустрічається в гірських, напівсухих тропічних лісах на кислотних фералітних зміїних ґрунтах, де характерні види: Brysonima orientensis, Guatteria moralesii, Mozartia gundlachii, Octoea moaensis, Podocarpus ekmanii, Solonea curatellifolia. Висотний діапазон знаходиться між 450 і 950 м.

## Морфологія
Невелике дерево або великий чагарник заввишки до 12 м. Вид показує значні відмінності в довжині листа, ширині й формі вершини; такі відмінності можна ясно побачити в межах однієї популяції.

## Використання
Нічого не відомо про використання, але в зв'язку з корисністю дерев Podocarpus, можливе, історично локальне застосування.

## Загрози та охорона
Основні загрози його проживання є пожежі і видобуток корисних копалин. Відкриті гірничі роботи по видобуванню нікелю особливо руйнівні. Більшість родовищ нікелю на Кубі знаходяться в межах ареалу цього виду і, оскільки він має дуже локалізоване поширення, гірнича справа робить негативний вплив на середовище існування цього виду. Вид знаходиться в ісп. Reserva Ecologica Alturas de Banao і ісп. Parque Nacional La Mensura Pilotos.